# Weißenhorn
Weißenhorn is een gemeente in de Duitse deelstaat Beieren, gelegen in het Landkreis Neu-Ulm. De stad telt 13.699 inwoners.

## Geografie
Weißenhorn heeft een oppervlakte van 53,69 km² en ligt in het zuiden van Duitsland.

## Historie
In Weißenhorn resideerde een tak van de familie Fugger. Zie Fugger (Land).
Altenstadt ·
Bellenberg ·
Buch ·
Elchingen ·
Holzheim ·
Illertissen ·
Kellmünz a.d.Iller ·
Nersingen ·
Neu-Ulm ·
Oberroth ·
Osterberg ·
Pfaffenhofen a.d.Roth ·
Roggenburg ·
Senden ·
Unterroth ·
Vöhringen ·
Weißenhorn